# Володин, Константин Арсеньевич
 Константин Арсеньевич Володин (27 мая 1901 — 12 августа 1968) — государственный деятель, инженер-полковник, первый директор Ордена Ленина приборостроительного завода Министерства среднего машиностроения СССР.

## Биография
Родился 27 мая 1901 года в деревне Енотаевка, Астраханской губернии. С 1920 года служил в РККА.
В 1934 году после окончания Ленинградской военно-технической академии им. Дзержинского, был назначен старшим военпредом Главного артиллерийского управления РККА при заводе № 60 в городе Ворошиловграде.
С 1938 года назначен начальником отдела 12-го управления Наркомата обороны СССР; с этого же года назначен главным инженером, а с 1940 года директором Подольского завода № 17 Наркомата вооружений СССР. В 1948 году назначен директором завода № 3 в городе Арзамас-16.
С 1952 года назначен директором строящегося завода по серийному выпуску ядерных боеприпасов в городе Златоуст-20. В 1963 году по состоянию здоровья Володин ушёл в отставку и переехал в город Подольск, где и умер 12 августа 1968 года

## Награды
- Орден Красной Звезды (1938);
- Три ордена Трудового Красного Знамени (1942, 1956, 1960);
- Два ордена Красного Знамени (1944, 1946);
- Два ордена Ленина (1945, 1962);
  - Многочисленные медали.

## Память
- ФГУП «Приборостроительный завод имени К. А. Володина»
- В 1968 году одна из улиц города Трёхгорный названа в честь К. А. Володина[1]
- В 1968 году Володину присвоено звание Почетный гражданин города Трехгорный